# アイのうた (福井舞の曲)
「アイのうた」は、福井舞のデビューシングル。

## 解説
2008年8月20日に発売された。作詞・作曲は山本加津彦（#1）、Maifukui（#2）。編曲・音楽プロデュースはShingo.S。
福井にとってはメジャーデビュー作となる。TBS系ドラマ『恋空』の主題歌に起用され、オリコンチャート上では3ヶ月近くランクインするロングセールスを記録した。

## 収録曲
1. アイのうた
2. My Song For You
3. アイのうた <Instrumental>
4. My Song For You <Instrumental>